# Harry Barris
Harry Barris (* 24. November 1905 in New York City; † 13. Dezember 1962 in Burbank) war ein amerikanischer Jazzmusiker (Piano, Gesang, Komposition) und Filmschauspieler, der insbesondere als Verfasser von Popsongs wie I Surrender Dear bekannt geblieben ist.

## Leben und Wirken
Barris, der in Denver aufwuchs, begann bereits mit 14 Jahren als professioneller Pianist zu arbeiten. Mit 17 Jahren ging er mit seiner eigenen Band auf Tournee. Erste Aufnahmen entstanden, als er Anfang 1926 als Pianist bei Paul Ash arbeitete. 1926 ergänzte Paul Whiteman mit ihm das Gesangsduo von Bing Crosby und Al Rinker zu den Rhythm Boys, die drei Jahre lang die Hauptsänger in Whitemans Band waren. Gemeinsam mit Bix Beiderbecke nahmen sie 1928 mit großem Erfolg Barris’ Titel Mississippi Mud auf. 1930 traten sie in dem Film King of Jazz mit der Whiteman-Band auf. Mit Duke Ellington nahmen sie Three Little Words auf. Noch 1930 schloss sich Barris mit den Rhythm Boys Gus Arnheim an, dessen Orchester an der Westküste der USA sehr populär war. Mit Arnheim und seiner Band hatte Crosby 1931 seinen ersten großen Hit als Solist mit dem von Barris und Gordon Clifford geschriebenen Song I Surrender Dear, der sich später zum Jazzstandard entwickelte.
Als Bing seine Solokarriere startete, sang Barris für Jimmie Grier. Dann leitete er eigene Bands, darunter eine, in der seine zweite Frau Loyce Whiteman als Sängerin mitwirkte. Barris war für Bob Kinney 1936 und 1937 als Bandleader tätig und trat auch im Radio auf. Barris komponierte weitere Songs, die zu Standards der Popmusik wurden, darunter It Must Be True (1930), Wrap Your Troubles in Dreams (1931) und Naturally (1938). Barris trat als Schauspieler in kleinen Rollen in Dutzenden von Filmen auf, etwa in Jeden Abend um acht (1935), Double or Nothing (1937), Hollywood Party (1934) und Some Like It Hot (1939). Teilweise wurde er nicht namentlich in weiteren Filmen aufgeführt, in denen er als Musiker oder Bandleader tätig war. Er war auch mit Hazelle Thompson und Esther Margie Barris verheiratet.
Während des Zweiten Weltkriegs arbeitete Barris mit dem Komiker Joe E. Brown in der Truppenbetreuung. 1943 wurden die Rhythm Boys zum letzten Mal bei Paul Whiteman Presents wiedervereint.